# 후버 모라토리엄

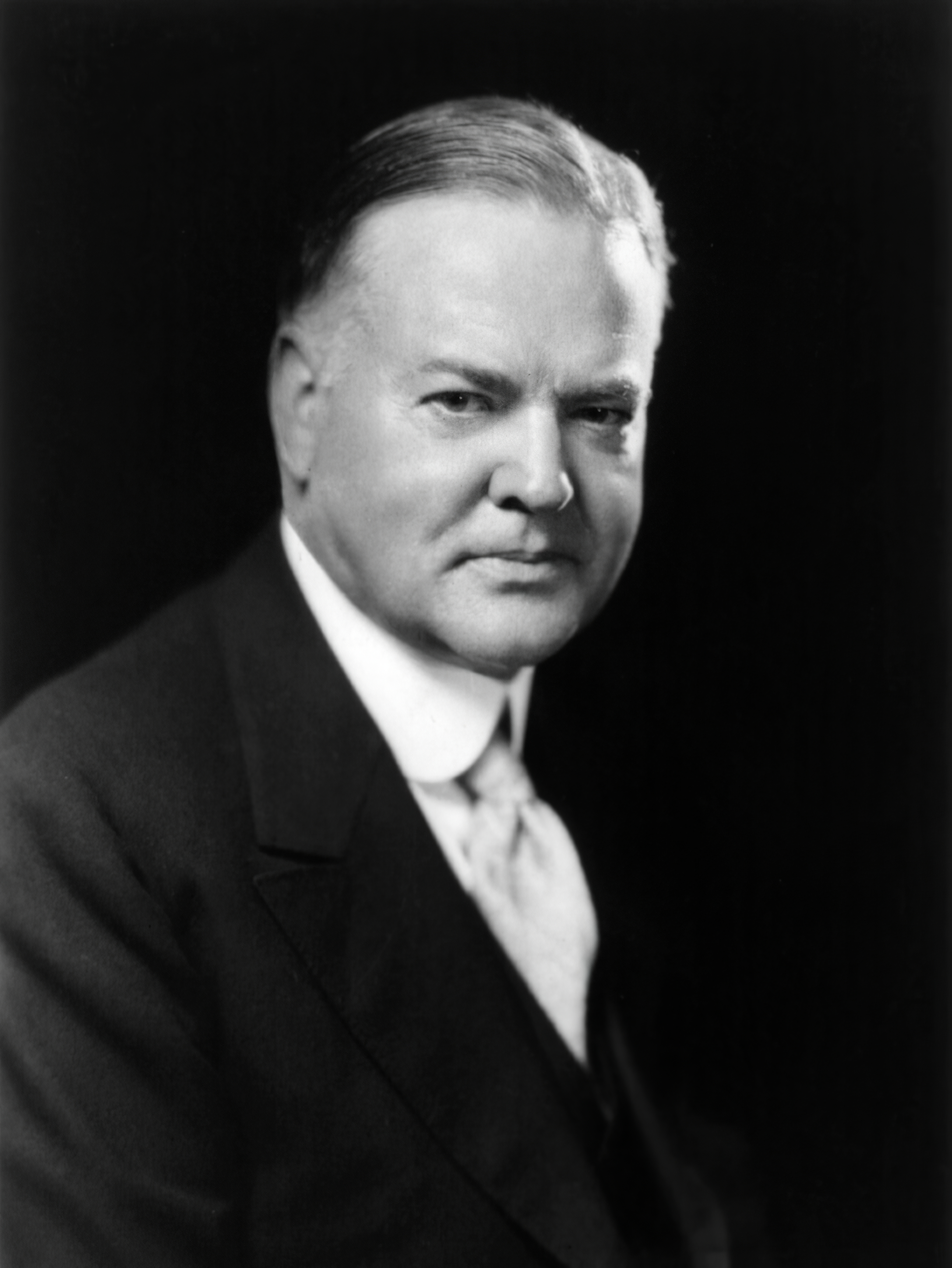
1928년의 후버 미국 대통령

후버 모라토리엄(Hoover Moratorium)은 독일의 제1차 세계 대전의 배상금 지급 의무와 미국이 1917/18년에 연합국에 제공한 전쟁 대출금의 상환을 1년 동안 중단한 사건이다. 이 모라토리엄은 대공황과 진행 중인 국제적인 금융 위기의 영향을 완화하고 회복 시간을 벌어주기 위해 허버트 후버 미국 대통령이 1931년 6월 20일에 발표한 제안으로 일어났다.
이 제안의 반응은 엇갈렸다. 독일은 완화를 환영했지만, 다른 나라는 저항했다. 특히 자체적인 전쟁 부채를 상환하기 위해 독일의 배상금에 크게 의존하던 프랑스와 많은 미국 시민의 반발이 컸다. 후버의 많은 전화 로비 끝에, 7월 6일까지 15개국의 지지를 얻었다. 이 제안은 12월에 미국 의회의 승인을 받았다.
모라토리엄은 유럽의 경기 침체를 늦추는 데 거의 효과가 없었다. 독일은 심각한 은행 위기에 빠졌고, 영국은 금본위제에서 이탈했다. 미국은 1933년에 후버 대통령이 선거에서 패배하고 대신 집권한 프랭클린 루스벨트 대통령의 뉴딜 정책으로 금본위제를 같이 이탈했다. 그리고 프랑스는 1년의 배상금 지불 중단이 끝나면 이 문제를 다시 논의할 생각이었다.
모라토리엄이 만료된 후에도 몇몇 전 연합국은 미국에 계속 배상금을 지불했지만, 핀란드만이 모든 의무를 이행할 수 있었고 기꺼이 이행했다. 독일의 배상금 일정을 이전보다 줄인 영 플랜의 조건에 따라 구성된 위원회는 독일이 의무를 이행할 수 없을 것이라고 결론짓고 영구적인 배상금 납부 취소를 권고했다. 1932년 로잔 회의에서 영국과 프랑스는 독일에 대한 배상 의무를 면제해 주었지만, 이는 미국과 자신들의 미결된 전쟁 부채에 대해 합의에 도달할 수 있다는 조건 하에 이루어졌다. 미국 의회는 프랑스와 영국의 부채를 면제해 주는 제안에 반대했지만, 이들은 이전에 독일 배상금이 이 목적으로 사용되었고 경제 상황이 독일이 앞으로 그렇게 할 수 없도록 만들었기 때문에 지불을 재개하지 않았다.

## 같이 보기
- 도스 플랜
- 영 플랜
- 1932년 로잔 회의

## 참고 문헌
- Banholzer, Simon, and Tobias Straumann. "Why the French Said ‘Non’: A New Perspective on the Hoover Moratorium of June 1931." Journal of Contemporary History 56.4 (2021): 1040-1060.
- Matera, Paulina. "The Question of War Debts and Reparations in French-American Relations after WWI." Humanities and Social Sciences 21.23 (2) (2016): 133-143. online
- Pemberton, Jo-Anne. "The Hoover Plan, Reparations and the French Constructive Plan." in Pemberton, The Story of International Relations, Part Two (Palgrave Macmillan, Cham, 2019) pp. 185-277.

- Reinhart, Carmen M., and Christoph Trebesch. "Sovereign debt relief and its aftermath." Journal of the European Economic Association 14.1 (2016): 215-251. online